# Madame DuBarry
Madame DuBarry is een Duitse dramafilm uit 1918 onder regie van Ernst Lubitsch.

## Verhaal
Als maîtresse van koning Lodewijk XV verwerft de boerenvrouw Jeanne du Barry een belangrijke positie aan het Franse hof. Madame du Barry staat aan de zijde van de koning ten tijde van de Franse Revolutie.

## Rolverdeling
| Acteur                 | Personage            |
| ---------------------- | -------------------- |
| Pola Negri             | Jeanne du Barry      |
| Emil Jannings          | Koning Lodewijk XV   |
| Reinhold Schünzel      | Hertog van Choiseul  |
| Harry Liedtke          | Armand de Foix       |
| Eduard von Winterstein | Graaf Jean Dubarry   |
| Karl Platen            | Guillaume Dubarry    |
| Paul Biensfeldt        | Kamerdienaar Lebelle |
| Magnus Stifter         | Don Diego            |
| Wilhelm Kaiser-Heyl    | Commandant           |
| Elsa Berna             | Hertogin van Gramont |
| Fred Immler            | Hertog van Richelieu |
| Gustav Czimeg          | Hertog van Aiguillon |
| Alexander Ekert        | Schoenmaker Paillet  |
| Marga Köhler           | Madame Labille       |
| Bernhard Goetzke       | Revolutionair        |